# Peritrichia hessei
Peritrichia hessei är en skalbaggsart som beskrevs av Schein 1959. Peritrichia hessei ingår i släktet Peritrichia och familjen Melolonthidae. Inga underarter finns listade i Catalogue of Life.